# Ond klovn
En ond klovn, også omtalt som skræmmeklovn, killerclown eller scary clown, er en særlig version af den traditionelle komiske klovnekarakter, hvor den legefulde muntre tone i stedet er erstattet med horror-elementer og sort humor: Den moderne arketype af den onde klovn blev populariseret af Stephen Kings roman Det Onde (originaltitel It). Karakteren spiller på den følelse af ubehag som personer, der lider af coulrofobi oplever.
I 2016 var der i hele verden rapporter om personer, som havde klædt sig ud som onde klovne for at skræmme andre. Disse ledte til flere trafikulykker og overfald. I Danmark havde politiet frem til den 17. oktober 2016 modtaget 22 henvendelser fra folk, der havde set skræmmeklovne.
Den 12. oktober dette år så en mand, der kørte hjem fra en fodboldkamp, en ond klovn med en økse på midten af vejen. Han ramte næsten personen, der senere blev afsløret som en 13-årig dreng. Den 14. oktober blev en mand fra Holbæk forfulgt af en person, der var klædt som klovn. Han fik slået klovnen i ansigtet, og politiet udtalte senere at begge personer risikerede retsforfølgelse.